# Hunegnaw Mesfin
Hunegnaw Mesfin (ur. 31 stycznia 1989) – etiopski lekkoatleta, długodystansowiec.

## Osiągnięcia
- srebrny medal mistrzostw świata w biegach przełajowych (drużyna juniorów, Edynburg 2008)
- 4. miejsce podczas mistrzostw świata juniorów (bieg na 10 000 m, Bydgoszcz 2008)
- srebro mistrzostw świata w przełajach (drużyna seniorów, Amman 2009)
- brązowy medal mistrzostw świata w przełajach (drużyna seniorów, Bydgoszcz 2010)
- srebrny medal mistrzostw świata w przełajach (drużyna seniorów, Punta Umbría 2011)

## Rekordy życiowe
- bieg na 10 000 m - 27:27,57 (2008)